# 16 Carriages
«16 Carriages» — песня американской певицы и автора песен Бейонсе из ее восьмого студийного альбома Cowboy Carter. Она стала совместным лид-синглом альбома с песней «Texas Hold 'Em». Песня стала неожиданным релизом и дебютировала во время Супербоула LVIII 11 февраля 2024 года на лейблах Parkwood Entertainment и Columbia Records.
«16 Carriages» — это кантри-баллада о взрослении и отношениях между родителями и их детьми. Различные музыкальные критики высоко оценили песню за ее музыкальную выразительность и мелодичный вокал Бейонсе. На 67-й ежегодной церемонии вручения премии «Грэмми» песня была номинирована в категории «Лучшее сольное исполнение в стиле кантри». В коммерческом плане песня дебютировала на девятом месте в чарте Billboard Hot Country Songs, став второй песней Бейонсе в его первой десятке.

## Предыстория
Verizon, американская транснациональная телекоммуникационная компания, выпустила короткий тизер к Супербоулу, в котором американский актер и комик Тони Хейл давит лимоны, отсылая к шестому студийному альбому Бейонсе Lemonade (2016). Еще один тизерный ролик был выпущен с участием Хейла и лошади, изображенной на обложке седьмого студийного альбома Бейонсе Renaissance (2022).
Во время Супербоула LVIII был выпущен минутный рекламный ролик, в котором Тони Хейл бросил вызов Бейонсе, чтобы сломать "интернет-сервис Verizon 5G ". Во время ролика Бейонсе пытается сломать интернет, запустив киоск с лимонадом, выпустив альбом джазового саксофона, выпустив коллекцию кукол «Барби», объявив о своей президентской кампании, и полетев в космос для выступления. Вскоре после выхода ролика в эфир Бейонсе опубликовала в Instagram видеотизер, на котором неизвестная женщина заводит машину и едет вдаль по пустой дороге. В тот же день официальный сайт артистки был обновлен, чтобы анонсировать ее восьмой студийный альбом Act II. Два лид-сингла альбома, «16 Carriages» и «Texas Hold 'Em», были неожиданно выпущены для цифрового скачивания и потокового вещания.
Композиция была написана, когда Бейонсе было 38 лет, скорее всего, летом 2020 года.

## Композиция
Песня представляет собой кантри-балладу, написанную в ключе C♯ мажор с использованием ударных инструментов и стального пульса; тематически текст размышляет о «взрослении», связанном с развивающимися отношениями между родителями и их детьми.

## Отзывы
В рецензии из четырех из пяти Бен Бомон-Томас из The Guardian описал песню как «пропорциональную» кантри-песню «Halo» с «блюзовыми и госпел-инфузами», в которой Бейонсе поет о «работе над своей карьерой с середины подросткового возраста». Автор подчеркнул, что она может «напомнить о [черной] рабочей песне» для «утверждения кантри как части музыкального выражения чернокожих». Бен Сисарио из The New York Times описал песню как «эпическую балладу» с гитарами, вздымающимися между «громкой перкуссией органа», когда артистка поет о потере невинности «в юном возрасте». Мария Шерман из The San Diego Union-Tribune описала песню как «душевный медляк», в котором Бейонсе поет «оду тяжелой работе и наследию».
В менее позитивной рецензии Крис Ричардс из The Washington Post отметил, что «16 Carriages» и «Texas Hold 'Em» были выпущены в паре, «потому что ни одна из них не могла стоять сама по себе» и имела меньшее влияние, чем предыдущие лид-синглы «Formation» или «Break My Soul». Автор написал, что обе песни «кажутся скучными, сухими, неизобретательными, ненужными, неуверенными и некрутыми».

### Награды и номинации
| Организация                    | Год  | Категория                                           | Результат | Ссылка |
| ------------------------------ | ---- | --------------------------------------------------- | --------- | ------ |
| People's Choice Country Awards | 2024 | The Female Song of 2024                             | Номинация | [ 18 ] |
| People's Choice Country Awards | 2024 | The Storyteller Song of 2024                        | Номинация | [ 18 ] |
| Grammy Awards                  | 2025 | Премия «Грэмми» за лучшее сольное кантри-исполнение | Ожидается | [ 19 ] |

## Коммерческий успех
Песня «16 Carriages» дебютировала на девятом месте в чарте Billboard Hot Country Songs, став второй песней Бейонсе в его первой десятке, появившись в нём одновременно с песней «Texas Hold 'Em», которая дебютировала на первом месте.

## Чарты
| Чарт (2024)                           | Высшая позиция |
| ------------------------------------- | -------------- |
| Австралия (ARIA)                      | 85             |
| Канада (Billboard Canadian Hot 100)   | 56             |
| Франция (SNEP)                        | 128            |
| Мир (Billboard Global 200)            | 40             |
| Ирландия (IRMA)                       | 57             |
| Новая Зеландия (RMNZ)                 | 9              |
| Португалия (AFP)                      | 89             |
| Швеция Heatseeker (Sverigetopplistan) | 7              |
| Великобритания (OCC UK Singles)       | 44             |
| США (Billboard Hot 100)               | 38             |
| США (Billboard Hot Country Songs)     | 9              |

## Сертификации
| Регион                                                                      | Сертификация | Продажи |
| --------------------------------------------------------------------------- | ------------ | ------- |
| Бразилия (ABPD)                                                             | Золотой      | 20 000  |
| Данные о продажах + прослушиваниях приведены только на основе сертификации. |              |         |

## История релиза
| Регион | Дата            | Формат                     | Лейбл             | Ссылка |
| ------ | --------------- | -------------------------- | ----------------- | ------ |
| Мир    | 11 февраля 2024 | Цифровые загрузки стриминг | Parkwood Columbia | [ 33 ] |